# Foss River
Der Foss  River ist ein Flüsschen im King County im US-Bundesstaat Washington. 
Er hat zwei Hauptquellflüsse, den East Fork Foss River und den West Fork Foss River. Der Hauptstrom wird durch den Zusammenfluss der beiden Quellflüsse gebildet, die in der Nähe in der Alpine Lakes Wilderness im Mount Baker-Snoqualmie National Forest in der Kaskadenkette entspringen, und fließt generell nordwärts, vereinigt sich mit dem Tye River und bildet so den South Fork Skykomish River. Das Wasser des Foss River fließt dann über den Skykomish River und den Snohomish River in den Puget Sound nahe Everett.

## East Fork Foss River
Der East Fork Foss River entspringt bei 47° 34′ 41″ N, 121° 10′ 53″ W; er ist der Schmelzwasserabfluss des Lynch-Gletschers am Nordhang des Mount Daniel. Ihm fließen mehrere Bäche von den Gletschern des Nordhangs des Mount Hinman auf; außerdem nimmt er Zuflüsse von den Seen des Necklace Valley wie dem Lake Ilswoot, dem Locket Lake, dem Opal Lake, dem La Bohn Lake und anderen zu. Der East Fork Foss River fließt generell nach Norden und vereinigt sich mit dem West Fork, um den Hauptstrom des Foss River zu bilden.

## West Fork Foss River
Der West Fork Foss River entspringt bei 47° 33′ 29″ N, 121° 17′ 24″ W aus einem kleinen Gletschersee an der Nordseite des Iron Cap Mountain. Er fließt nordwärts durch eine Reihe von Seen (Otter Lake, Delta Lake, Trout Lake). Seine zahlreichen Zuflüsse fließen ebenfalls durch mehrere Seen im Herzen der Alpine Lakes Wilderness. Der West Fork verlässt die Seenregion generell nordwärts fließend und vereint sich mit dem East Fork zum Hauptstrom des Foss River.